# هشت نمای اومی
هشت نمای اومی (به ژاپنی: 近江八景 Ōmi hakkei) نماهای دیدنی و سنتی ولایت اومی هستند که اکنون استان شیگا در ژاپن است.